# MTV Video Music Awards de 1999
O MTV Video Music Awards de 1999 ocorreu no Metropolitan Opera House, em Nova Iorque, nos Estados Unidos, em 9 de setembro de 1999, premiando os melhores videoclipes lançados entre 13 de junho de 1998 e 11 de junho de 1999. A premiação foi apresentada pelo comediante estadunidense Chris Rock e teve Lauryn Hill como a grande vencedora da noite, levando para casa quatro prêmios, incluindo os de Melhor Vídeo Feminino e de Vídeo do Ano.
Os destaques do evento incluíram Diana Ross sacudindo o seio exposto de Lil' Kim em resposta ao seu figurino, o qual deixava todo seu seio esquerdo à mostra, exceto por um pequeno adesivo em seu mamilo. As mães dos rappers Tupac Shakur e The Notorious B.I.G., Afeni Shakur e Voletta Wallace, se uniram para apresentar o prêmio de Melhor Vídeo de Rap. Adam Horovitz, do grupo Beastie Boys, fez um apelo pela paz após os ataques sexuais ocorridos no festival de música Woodstock '99. Perto do final da noite, a MTV fez uma homenagem a Madonna, a artista mais indicada na história do VMA até então, apresentando uma série de drag queens vestidas como a cantora em seus videoclipes anteriores. O rapper DMX estava programado para se apresentar, mas não compareceu; como resultado, a apresentação solo do rapper Jay-Z foi estendida. Outro momento da cerimônia foi a estreia da cantora Britney Spears, que performou seu single de estreia, ...Baby One More Time", seguida da boyband 'N Sync, que apresentou sua canção "Tearin' Up My Heart".
Quando a boyband Backstreet Boys subiu ao palco para receber o prêmio Escolha do Público, um estranho subiu junto e disse ao microfone: "Acordem às 3". Mais tarde, foi revelado que homem era John Del Signore, que havia invadido a cerimônia em uma tentativa fracassada de vender uma ideia para a Viacom.

## Performances
| Artista                                        | Canção                                                            | Apresentado por             |
| Pré-show                                       | Pré-show                                                          | Pré-show                    |
| ---------------------------------------------- | ----------------------------------------------------------------- | --------------------------- |
| Smash Mouth                                    | "All Star"                                                        | —                           |
| Blink-182                                      | "What's My Age Again?" All the Small Things"                      | —                           |
| Premiação                                      |                                                                   |                             |
| Kid Rock Run-DMC Steven Tyler Joe Perry Joe C. | "King of Rock" Rock Box" Bawitdaba" Walk This Way"                | Chris Rock                  |
| Lauryn Hill                                    | "Lost Ones" "Everything Is Everything"                            | Will Smith                  |
| Backstreet Boys                                | "I Want It That Way" Larger Than Life"                            | Carson Daly Pamela Anderson |
| Ricky Martin                                   | "She's All I Ever Had" Livin' la Vida Loca"                       | Chris Rock                  |
| Nine Inch Nails                                | "The Fragile"                                                     | Johnny Depp                 |
| TLC                                            | "No Scrubs"                                                       | Prince                      |
| Fatboy Slim                                    | "Praise You"                                                      | Regis Philbin               |
| Jay-Z DJ Clue Amil                             | "Jigga My Nigga" Can I Get A..." Hard Knock Life (Ghetto Anthem)" | Stone Cold Steve Austin     |
| Britney Spears 'N Sync                         | "...Baby One More Time" (Spears) "Tearin' Up My Heart" ('N Sync)  | Chris Rock                  |
| Eminem Dr. Dre Snoop Dogg                      | "My Name Is" Guilty Conscience" Nuthin' But a "G" Thang"          | Lars Ulrich                 |

## Vencedores e indicados
| Vídeo do Ano (apresentado por Madonna e Paul McCartney) | Artista Revelação (apresentado por Wyclef Jean e Charlotte Church) |
| --- | --- |
| - Lauryn Hill – "Doo Wop (That Thing)" - Backstreet Boys – "I Want It That Way" - Korn – "Freak on a Leash" - Ricky Martin – "Livin' la Vida Loca" - Will Smith (com part. de Dru Hill e Kool Moe Dee) – "Wild Wild West" | - Eminem – "My Name Is" - Kid Rock – "Bawitdaba" - Jennifer Lopez – "If You Had My Love" - Orgy – "Blue Monday" |
| Melhor Vídeo Masculino (apresentado por Mira Sorvino e Freddie Prinze Jr.) | Melhor Vídeo Feminino (apresentado por Gavin Rossdale e Susan Sarandon) |
| - Will Smith – "Miami" - Eminem – "My Name Is" - Lenny Kravitz – "Fly Away" - Ricky Martin – "Livin' la Vida Loca" | - Lauryn Hill – "Doo Wop (That Thing)" - Jennifer Lopez – "If You Had My Love" - Madonna – "Beautiful Stranger" - Britney Spears – "...Baby One More Time" |
| Melhor Vídeo de Um Grupo (apresentado por Puff Daddy e Denise Richards) | Melhor Vídeo de Pop (apresentado por Fred Durst, Wes Borland e Heather Locklear) |
| - TLC – "No Scrubs" - Backstreet Boys – "I Want It That Way" - Limp Bizkit – "Nookie" - 'N Sync – "Tearin' Up My Heart" - Sugar Ray – "Every Morning" | - Ricky Martin – "Livin' la Vida Loca" - Backstreet Boys – "I Want It That Way" - Jennifer Lopez – "If You Had My Love" - 'N Sync – "Tearin' Up My Heart" - Britney Spears – "...Baby One More Time |
| Melhor Vídeo de Rock (apresentado por Christina Aguilera e Tommy Lee) | Melhor Vídeo de R&B |
| - Korn – "Freak on a Leash" - Kid Rock – "Bawitdaba" - Lenny Kravitz – "Fly Away" - Limp Bizkit – "Nookie" - The Offspring – "Pretty Fly (for a White Guy)" | - Lauryn Hill – "Doo Wop (That Thing)" - Aaliyah – "Are You That Somebody?" - Brandy – "Have You Ever?" - Whitney Houston (com part. de Faith Evans e Kelly Price) – "Heartbreak Hotel" |
| Melhor Vídeo de Rap (apresentado por Will Smith, Afeni Shakur e Voletta Wallace) | Melhor Vídeo de Hip-Hop (apresentado por Mary J. Blige, Lil' Kim e Diana Ross) |
| - Jay-Z (com part. de Ja Rule e Amil) – "Can I Get A..." - 2Pac – "Changes" - DMX – "Ruff Ryders' Anthem" - Nas (com part. de Puff Daddy) – "Hate Me Now" | - Beastie Boys – "Intergalactic" - Busta Rhymes (com part. de Janet Jackson) – "What's It Gonna Be?!" - Lauryn Hill – "Doo Wop (That Thing)" - TLC – "No Scrubs" |
| Melhor Vídeo de Dance (apresentado por Janet Jackson) | Melhor Vídeo de Um Filme (apresentado por Mark McGrath e Jennifer Lopez) |
| - Ricky Martin – "Livin' la Vida Loca" - Cher – "Believe" - Fatboy Slim – "Praise You" - Jordan Knight – "Give It to You" - Jennifer Lopez – "If You Had My Love" | - Madonna – "Beautiful Stranger" (de Austin Powers: The Spy Who Shagged Me) - Aaliyah – "Are You That Somebody?" (de Dr. Dolittle) - Jay-Z (com part. de Ja Rule e Amil) – "Can I Get A..." (de Rush Hour) - Will Smith (com part. de Dru Hill e Kool Moe Dee) – "Wild Wild West" (de Wild Wild West) |
| Vídeo Inovador (apresentado por Carmen Electra, Dave Navarro e Iann Robinson) | Melhor Direção (apresentado por Carmen Electra, Dave Navarro e Iann Robinson) |
| - Fatboy Slim – "Praise You" - Busta Rhymes – "Gimme Some More" - Eels – "Last Stop: This Town" - Eminem (com part. de Dr. Dre) – "Guilty Conscience" - Korn – "Freak on a Leash" - Unkle (com part. de Thom Yorke) – "Rabbit in Your Headlights" | - Fatboy Slim – "Praise You" (Diretor: Torrance Community Dance Group) - Busta Rhymes (com part. de Janet Jackson) – "What's It Gonna Be?!" (Diretores: Hype Williams e Busta Rhymes) - Eminem – "My Name Is" (Diretores: Dr. Dre e Phillip Atwell) - Korn – "Freak on a Leash" (Diretores: Todd McFarlane, Graham Morris, Jonathan Dayton e Valerie Faris) - TLC – "No Scrubs" (Diretor: Hype Williams) |
| Melhor Coreografia | Melhor Efeitos Especiais |
| - Fatboy Slim – "Praise You" (Coreógrafos: Richard Koufey e Michael Rooney) - Ricky Martin – "Livin' la Vida Loca" (Coreógrafo: Tina Landon) - Will Smith (com part. de Dru Hill and Kool Moe Dee) – "Wild Wild West" (Coreógrafo: Fatima Robinson) - Britney Spears – "...Baby One More Time" (Coreógrafo: Randy Connor) | - Garbage – "Special" (Efeitos Especiais: Sean Broughton, Stuart D. Gordon e Paul Simpson da Digital Domain) - The Black Eyed Peas – "Joints & Jam" (Efeitos Especiais: Brian Beletic e Todd Somodivilla) - Busta Rhymes (com part. de Janet Jackson) – "What's It Gonna Be?!" (Efeitos Especiais: Fred Raimondi) - Korn – "Freak on a Leash" (Efeitos Especiais: Matt Beck, Edson Williams, e os Brothers Strause) - Madonna – "Nothing Really Matters" (Efeitos Especiais: Johan Renck, Bjorn Benckert e Tor-Bjorn Olsson) - Will Smith – "Miami" (Efeitos Especiais: Eric Swenson, Andrea Mansour e Simon Mowbray) |
| Melhor Direção de Arte | Melhor Edição |
| - Lauryn Hill – "Doo Wop (That Thing)" (Diretor de Arte: Gideon Ponte) - Barenaked Ladies – "One Week" (Diretor de Arte: Paul Martin) - Busta Rhymes (com part. de Janet Jackson) – "What's It Gonna Be?!" (Diretor de Arte: Regan Jackson) - Korn – "Freak on a Leash" (Diretores de Arte: K. K. Barrett, Todd McFarlane, Terry Fitzgerald e Graham Morris) - TLC – "No Scrubs" (Diretor de Arte: Regan Jackson) | - Korn – "Freak on a Leash" (Editores: Haines Hall and Michael Sachs) - 2Pac – "Changes" (Editor: Chris Hafner) - Cher – "Believe" (Editor: Scott Richter) - TLC – "No Scrubs" (Editor: Harvey White) |
| Melhor Cinematografia | Melhor Website |
| - Marilyn Manson – "The Dope Show" (Diretor de Fotografia: Martin Coppen) - Hole – "Malibu" (Diretor de Fotografia: Martin Coppen) - Korn – "Freak on a Leash" (Diretor de Fotografia: Julian Whatley) - Madonna – "Beautiful Stranger" (Diretor de Fotografia: Thomas Kloss) - Will Smith – "Miami" (Diretor de Fotografia: Daniel Pearl) | - Red Hot Chili Peppers (www.redhotchilipeppers.com) - David Bowie (www.davidbowie.com) - Sheryl Crow (www.sherylcrow.com) - Jennifer Lopez (www.jenniferlopez.com) - Limp Bizkit (www.limp-bizkit.com) - Massive Attack (www.massiveattack.co.uk) - The Smashing Pumpkins (www.smashingpumpkins.com) |
| Escolha da Audiência (apresentado por Ben Stiller e Drew Barrymore) | Escolha da Audiência Internacional (Austrália) (apresentado por Renée Zellweger e Jay Mohr) |
| - Backstreet Boys – "I Want It That Way" - Jay-Z (com part. de Ja Rule e Amil) – "Can I Get A..." - Korn – "Freak on a Leash" - Ricky Martin – "Livin' la Vida Loca" - 'N Sync – "Tearin' Up My Heart" - TLC – "No Scrubs" | - Silverchair – "Anthem for the Year 2000" - Neil Finn – "Sinner" - The Living End – "Save the Day" - Powderfinger – "Already Gone" - Spiderbait – "Stevie" |
| Escolha da Audiência Internacional (Brasil) (apresentado por Renée Zellweger e Jay Mohr) | Escolha da Audiência Internacional (Índia) (apresentado por Renée Zellweger e Jay Mohr) |
| - Raimundos – "Mulher de Fases" - Banda Eva – "De Ladinho" - Barão Vermelho – "Por Você" - Capital Inicial – "O Mundo" - Charlie Brown Jr. – "Zóio de Lula" - Cidade Negra – "Já Foi" - Claudinho e Buchecha – "Só Love" - Engenheiros do Hawaii – "Eu Que Não Amo Você" - Jota Quest – "Sempre Assim" - Kid Abelha – "Eu Só Penso em Você" - Leonardo – "120, 150, 200 Km/h" - Natiruts – "Liberdade pra Dentro da Cabeça" - Os Paralamas do Sucesso – "Depois da Queda o Coice" - Pato Fu – "Canção pra Você Viver Mais" - Pepê & Neném – "Mania de Você" - Sandy & Junior – "No Fundo do Coração" - SPC – "Sai da Minha Aba (Bicão)" - Skank – "Mandrake e os Cubanos" - Caetano Veloso – "Sozinho" - Vinny – "Shake Boom" | - A. R. Rahman – "Dil Se Re" - Shankar Mahadevan – "Breathless" - Sonu Nigam – "Ab Mujhe Raat Din" - Alka Yagnik e Udit Narayan – "Kuch Kuch Hota Hain" - Alka Yagnik and Udit Narayan – "Mera Mann" |
| Escolha da Audiência Internactional (Coreia) (apresentado por Renée Zellweger e Jay Mohr) | Escolha da Audiência Internacional (América Latina - Norte) (apresentado por Renée Zellweger e Jay Mohr) |
| - H.O.T. – "Make a Line" - Cho Sung Mo – "To Heaven" - Jinusean – "Taekwon V" - No Brain – "Youth 98" - Shin Hae Chul – "Invitation to My Daily Life" - Yoo Seung-jun – "Burning Love" | - Ricky Martin – "Livin' la Vida Loca" - Bersuit Vergarabat – "Sr. Cobranza" - Café Tacuba – "Revés" - Control Machete – "Sí, Señor" - Molotov – "El Carnal de las Estrellas" |
| Escolha da Audiência International (América Latina - Sul) (apresentado por Renée Zellweger e Jay Mohr) | Escolha da Audiência Internacional (Mandarim) (apresentado por Renée Zellwegr e Jay Mohr) |
| - Ricky Martin – "Livin' la Vida Loca" - Los Auténticos Decadentes – "Los Piratas" - Miguel Mateos – "Bar Imperio" - Molotov – "El Carnal de las Estrellas" - Los Pericos – "Sin Cadenas"" | - Shino Lin – "Irritated" - Chau Wa-Kin – "Someone with a Story" - Valen Hsu – "Don't Say Goodbye" - Faye Wong – "Quitting in Halfway" - Harlem Yu e Jeff Chang – "Love Turning Around" - Zhang Chen-Yu – "I Want Money" - Zheng Jun – "Happiness" |
| Escolha da Audiência Internacional (Rússia) (apresentado por Renée Zellweger e Jay Mohr) | Escolha da Audiência Internacional (Ásia - Sudeste) (apresentado por Renée Zellweger e Jay Mohr) |
| - Ricky Martin – "Livin' la Vida Loca" - Linda – "Otpusti Menyia" - Mumiy Troll – "Ranetka" - The Offspring – "Pretty Fly (for a White Guy)" - Otpetye Moshenniki – "Lyubi Menia, Lyubi" - Britney Spears – "...Baby One More Time" | - Parokya ni Edgar – "Harana" - Mai Charoenpura – "Mai Han Pen Rai" - Krisdayanti – "Menghitung Hari" - Poetic Ammo – "Everything Changes" |